# 路易·戴朱瓦
皮耶·約瑟夫·路易·戴朱瓦（Pierre Joseph Louis Déjoie，1896年2月23日—1969年7月11日），海地穆拉托人出身的政治家，甘蔗種植家、地主、工業家、農業工程師。

## 早年生涯
他是法國奴隸主後裔，推翻福斯坦一世的法布尔·热弗拉尔是他祖先。
他在1946-50年為海地參議院議員，他曾在1957年與弗朗索瓦·杜瓦利埃競逐海地總統，因不獲軍方支持失敗了。
在競選失敗後他流亡美國最後死在紐約。